# Monasterolo di Savigliano
Monasterolo di Savigliano comunemente Monasterolo (Monastireu in piemontese) è un comune italiano di 1 303 abitanti della provincia di Cuneo in Piemonte.

## Storia

### Simboli
Lo stemma e il gonfalone del comune di Monasterolo di Savigliano sono stati concessi con il decreto del presidente della Repubblica del 9 ottobre 2002.
Stemma
Gonfalone

## Monumenti e luoghi d'interesse
Castello dei Solaro: un tempo (1241) era una fortezza voluta da Tommaso I di Saluzzo.
I rifacimenti e gli ampliamenti che si sono succeduti nei secoli sono scanditi, cronologicamente, dalle conquiste e dai paesaggi di controllo del feudo. Il 28 maggio 1378 il feudo è passato ai Solaro.
L'intervento più consistente sul castello - oggi adibito a sede degli uffici comunali e inserito nel circuito dei "Castelli Aperti" - risale al XVII secolo.
Notevole è anche la chiesa parrocchiale dei Santi Pietro e Paolo, costruita su progetto di Giuseppe Gallo tra il 1899 e il 1904.

## Società

### Evoluzione demografica
Abitanti censiti

### Etnie e minoranze straniere
Secondo i dati Istat al 31 dicembre 2017, i cittadini stranieri residenti a Monasterolo di Savigliano sono 98, così suddivisi per nazionalità, elencando per le presenze più significative:
1. Romania, 41
2. Albania, 20

## Amministrazione
Di seguito è presentata una tabella relativa alle amministrazioni che si sono succedute in questo comune.
| Periodo        | Periodo        | Primo cittadino           | Partito                                  | Carica  | Note  |
| -------------- | -------------- | ------------------------- | ---------------------------------------- | ------- | ----- |
| 1º giugno 1985 | 21 maggio 1990 | Giacomo Olivero           | Democrazia Cristiana                     | Sindaco | [ 9 ] |
| 21 maggio 1990 | 24 aprile 1995 | Pietro Mario Galletto     | lista civica                             | Sindaco | [ 9 ] |
| 24 aprile 1995 | 14 giugno 1999 | Antonio Angelo Prochietto | Partito Popolare Italiano                | Sindaco | [ 9 ] |
| 14 giugno 1999 | 14 giugno 2004 | Antonio Angelo Prochietto | -                                        | Sindaco | [ 9 ] |
| 14 giugno 2004 | 8 giugno 2009  | Andrea Sebastiano Raspo   | lista civica                             | Sindaco | [ 9 ] |
| 8 giugno 2009  | 26 maggio 2014 | Marco Cavaglià            | lista civica                             | Sindaco | [ 9 ] |
| 26 maggio 2014 | 27 maggio 2019 | Marco Cavaglià            | lista civica Monasterolo insieme         | Sindaco | [ 9 ] |
| 27 maggio 2019 | 9 giugno 2024  | Giorgio Alberione         | lista civica Noi per Monasterolo         | Sindaco | [ 9 ] |
| 9 giugno 2024  | in carica      | Giorgio Alberione         | lista civica Noi con voi per Monasterolo | Sindaco | [ 9 ] |

## Galleria d'immagini

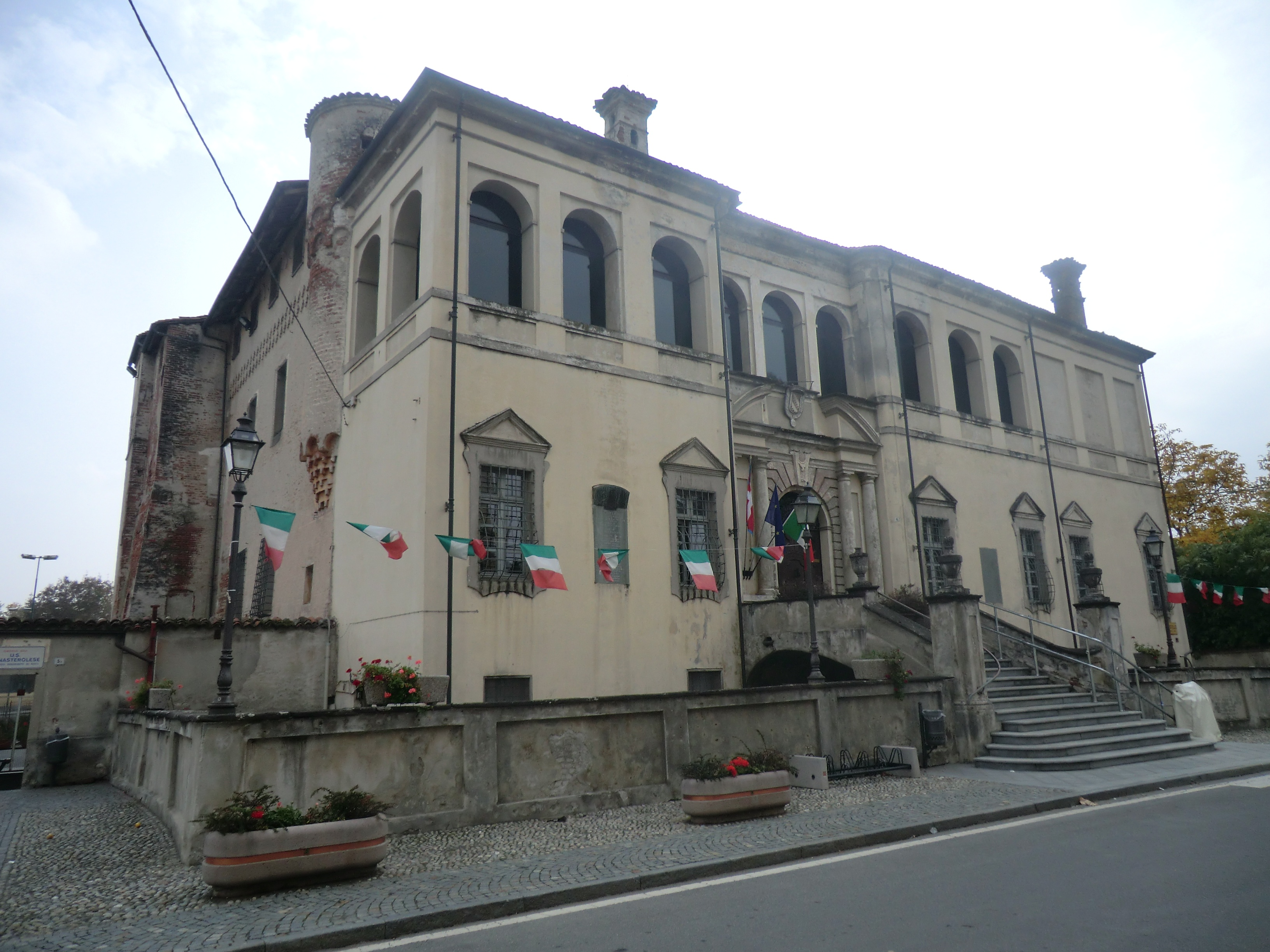
Municipio
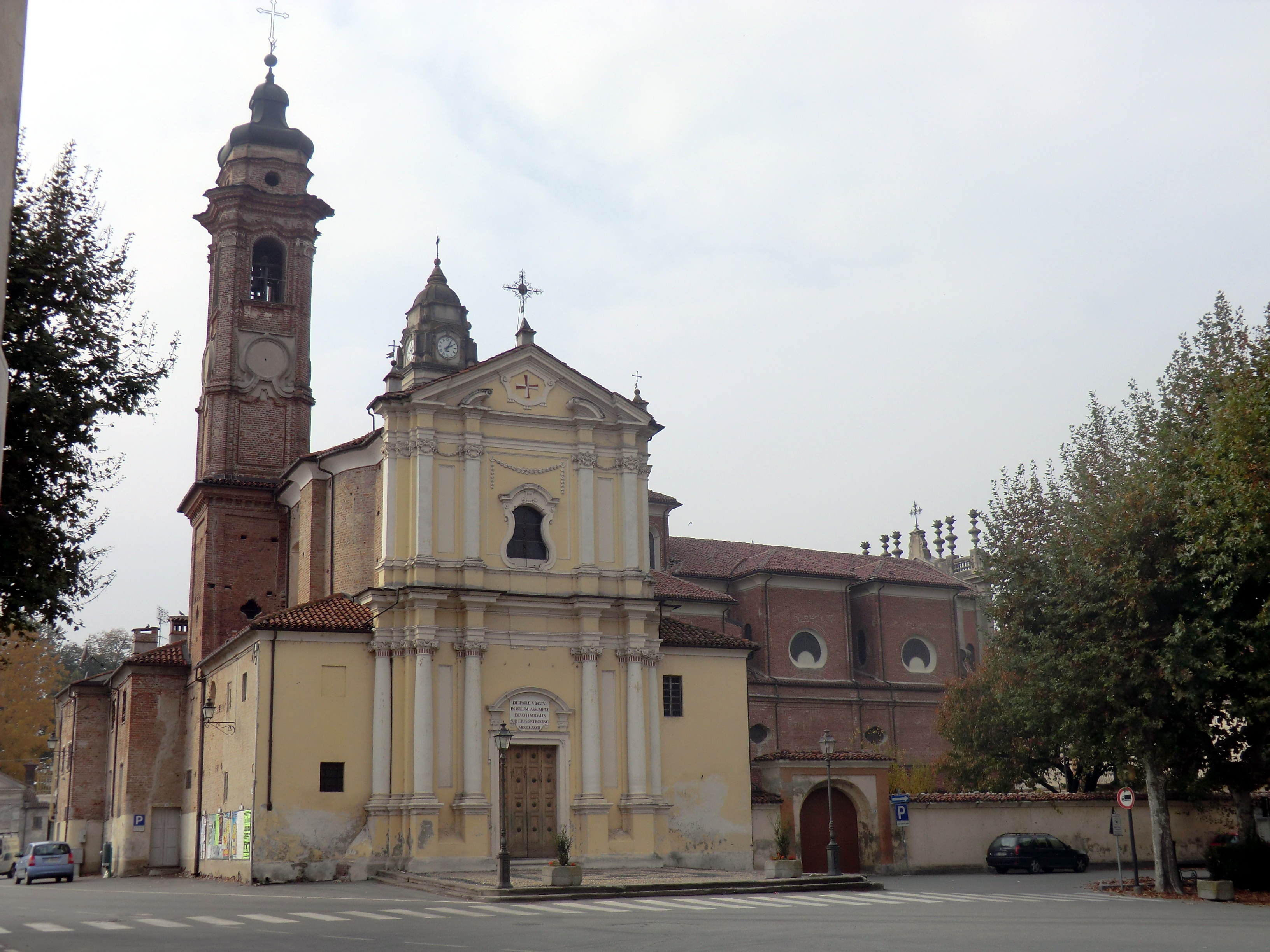
Chiesa confraternita dei disciplinati